# Asprotera vadoni
Asprotera vadoni es una especie de coleóptero de la familia Zopheridae.

## Distribución geográfica
Habita en Madagascar.